# Јелена Бајић Јочић
Јелена Бајић Јочић (Београд, 24. март 1980) српска је редитељка и продуценткиња. Један је од оснивача и власника продукцијске куће Contrast Studios. Живи у Београду.

## Биографија
Завршила је студије на London Institute of Art — Camberwell College of Arts и Huron University, америчком универзитету у Лондону, одсек графички дизајн. По повратку са студија у Београд 2005 године са братом Недељком и супругом Предрагом Јочићем оснива продуцентску кућу Contrast studios која убрзо постаје једна од водећих у Србији. Своју продуцентску каријеру је започела у антологијској ТВ серији Село гори а баба се чешља, а као редитељка дебитује 2012 године са играним филмом Лед које је награђиван на многим домаћим и интернационалним фестивалима.
Режирала је два циклуса популарне ТВ серије Пси лају ветар носи која је са великим успехом приказана на РТС-у. У својству креатора и редитеља потписује ТВ серију Азбука нашег живота која је у продукцији CONTRAST STUDIOSa реализована по мотивима из романа књижевнице Мирјане Бобић Мојсиловић.

## Приватни живот
Јелена је ћерка Милене и Радоша Бајића нашег прослављеног глумца, сценаристе и редитеља, сестра продуцента и глумца Недељка Бајића и супруга познатог директора фотографије Предрага Јочића са којим има двоје деце, Софију и Филипа.

## Филмографија
| Ред. бр. | Назив пројекта                                                     | Улога                                         |
| -------- | ------------------------------------------------------------------ | --------------------------------------------- |
| 1.       | Село гори, а баба се чешља (ТВ серија), 2006—2016                  | извршни продуцент и креативни помоћник режије |
| 2.       | Како смо чешљали бабу (Документарни филм), 2009                    | редитељ                                       |
| 3.       | Село гори … и тако (Играни филм), 2009                             | Извршни продуцент                             |
| 5.       | Лед (Играни филм), 2012                                            | Редитељ и извршни продуцент                   |
| 4.       | Равна Гора (ТВ серија), 2012—2013                                  | Извршни продуцент                             |
| 6.       | За краља и отаџбину (Играни филм), 2015                            | Извршни продуцент                             |
| 7.       | Браћа по бабине линије (Играни филм), 2016                         | извршни продуцент                             |
| 8.       | Српски јунаци средњег века (Играно-документарна серија), 2016—2017 | извршни продуцент                             |
| 9.       | Пси лају, ветар носи (ТВ серија), 2017                             | редитељ и извршни продуцент                   |
| 10.      | Шифра Деспот (ТВ серија), 2018                                     | извршни продуцент                             |
| 11.      | Преживети Београд (ТВ серија), 2019                                | извршни продуцент                             |
| 12.      | Азбука нашег живота (ТВ серија), 2020                              | редитељ и креатор серије                      |